# ロベルト・ソリアーノ
ロベルト・ソリアーノ（Roberto Soriano，1991年2月8日 - ）は、ドイツ・ダルムシュタット出身のイタリア人サッカー選手。イタリア・カンパニア州出身である両親の移住先ドイツで生まれた。ボローニャFC所属。ポジションはミッドフィールダー。
兄のエリア・ソリアーノもドイツの下部リーグでプレーするプロサッカー選手。

## 経歴

### クラブ
ドイツのバイエルン・ミュンヘンの下部組織で育ったが、2009年にイタリアのUCサンプドリアへ移籍。プリマヴェーラでプレーした後、2010-11シーズンにレンタル先のセリエB・エンポリFCでプロデビューを果たした。
2011-12シーズンに、セリエBに降格したサンプドリアへ復帰。チームは1年でセリエA復帰を果たし、2012年12月にはサンプドリアとの契約を2017年まで延長した。
2016年8月2日、リーガ・エスパニョーラのビジャレアルCFへ5年契約で移籍した。移籍金は1350万ユーロ。
2018年8月17日、トリノFCにレンタル移籍した。
2019年1月4日、ボローニャFCにレンタル移籍した。6月6日、買取オプションが行使され、完全移籍することが発表された。

### 代表
ドイツ時代から各年代のイタリア代表としてプレー。UEFA U-19欧州選手権2010にも出場した。
2014年11月16日のUEFA EURO 2016予選・クロアチア戦でA代表デビューを果たした。